# BUNGEE JUMP FESTIVAL
BUNGEE JUMP FESTIVAL（バンジー・ジャンプ・フェスティバル）は、日本のロックバンド。2005年に解散した。

## メンバー
- 町田直隆 （まちだ なおたか、1978年12月25日 - ） - ボーカル、ギター担当。
  - 解散後はソロ活動を開始した。
- 堀越武志 （ほりこし たけし、1979年3月1日 - ） - ベース、ボーカル担当。
  - 解散後はOCEANLANE、henrytennisに加入した。
- 田辺純平 （たなべ じゅんぺい、1978年5月31日 - ） - ドラムス担当。
  - 解散後はブランクの時期を経て、2009年2月フィルムヴィルに加入、療養のために2009年5月に脱退。現在はドラムチューナーとして活動中。

## 来歴
1996年、前身バンド結成。メンバー脱退を経て1997年2月、バンド名をBUNGEE JUMP FESTIVALに改め、スリーピースでの活動を開始。
1999年1月、1stアルバム『From here, so far...』をEpic Sony Records内の自主レーベル「サイコビーム舎」よりリリース。2000年春にハイラインレコーズと契約。2001年秋には自主レーベル「武蔵野レコード」を立ち上げた。2002年にトイズファクトリーと契約。2004年春、シンクシンクインテグラル内に新レーベルを設立。2005年12月10日のワンマンライブをもって解散。
2023年10月、町田と堀越で「BUNGEE JUMP FESTIVAL続きをやる」というコンセプトで「Stephan Songs」を結成。ドラムはショウダケイト（ircle）が参加。ソロ活動と平行して活動している。

## 作品

### アルバム
- From here, so far... （1999年1月29日、Epic Sony Records/サイコビーム舎 PBCD-1000）
  - 1.T.V.Blues 2.キッチン 3.LOVE 4.NOTE BOOK 5.PLAY IT LOUD 6.モーニング・コール 7.ドッペルゲンガー 8.富士山 9.ブラック・ブレザー・アンド・ア・バス 10.雨に唄えば 11.ジョン・レノンの夢
- more vegetable! （2001年4月27日、ハイラインレコーズ HLR-021）
  - 1.ステレオの前では 2.僕はボクサー 3.風俗街 4.阿佐ヶ谷ホームシックブルース 5.22 6.いいじゃないか 7.向こう側へのドア（オール・ザ・ヤング・マイノリティーズ） 8.星空になりたい 9.B.J.F IS DEAD 10.MY NAME IS NOTHING
- WASTELAND （2002年11月20日、トイズファクトリー TFCC-86116）
  - 1.荒地のマーチ 2.ラジオ メランコリー 3.Restart 4.七月七日 5.スカートめくり 6.ノーフューチャー・ノーホープ 7.デコボコ道 8.アローン 9.星団の彼方へ 10.不良少年マーリー
- CRUITHNE （2004年12月2日、THINK SYNC RECORDS alias/武蔵野レコード DDCZ-1089）
  - 1.少年少女 2.アニー 3.再会 4.さよならブルーバード 5.家路 6.ロックアンドロール 7.心の住人たちよ 8.冬の手紙 9.冥王星 10.サンデーインザレイン 11.ラプソディー 12.沈黙

#### ミニ・アルバム
- CAPTAIN PAPA （2000年6月23日、ハイラインレコーズ HLR-013）
  - 1.ブルース・ウェード・シューズ 2.Beautiful World 3.From here,so far... 4.テレサ 5.揺れているもの 6.四万十川 7.西荻アウェイ
- Armed Songs （2005年7月6日、THINK SYNC RECORDS alias/武蔵野レコード DDCZ-1136）
  - 1.ボーントラベラー 2.Sensational Radio 3.レインマン 4.吉祥寺（LIVE） 5.テレサ（LIVE） 6.BUNGEE JUMP FESTIVALのテーマ（LIVE）

### シングル
- 阿佐ヶ谷ホームシックブルース （2000年12月8日、ハイラインレコーズ HLR-017）
  - 1.阿佐ヶ谷ホームシックブルース 2.ステレオの前では 3.ギターを鳴らすだけなら誰にでもできる
- 不良少年マーリー （2001年12月1日、武蔵野レコード BJF-0001）
  - 1.不良少年マーリー
    - 初回盤は48ページ写真集「武蔵野本」付き。
- イノチガケ （2002年2月20日、武蔵野レコード BJF-0002）
  - 1.イノチガケ 2.ラジオ メランコリー
- 77 (two sevens clash) （2002年6月12日、トイズファクトリー TFCC-89029）
  - 1. 七月七日 2. レイニートレイン 3. 絶対無敵カウボーイ 4. ノーフューチャー・ノーホープ
- BORN TO DIE （2003年12月5日、武蔵野レコード BJF-0003）
  - 1.BORN TO DIE 2. サンデーインザレイン 3. エンドレスエンドロール
    - 渋谷チェルシーホテルでの会場限定販売。
- 再会 （2004年9月10日、THINK SYNC RECORDS alias/武蔵野レコード TSCA-015）
  - 1.再会 2.吉祥寺
    - ライブ会場、ネット通販、一部店舗のみでの限定販売。

### デモテープ
- From here, so far... （1998年3月）
- BUNGEE JUMP FESTIVAL （1998年12月25日）
  - 1.Fron here, so far... 2.ジョン・レノンの夢 3.LOVE 4.ダイアナ
    - 過去のデモテープからピックアップした4曲入り。一部店舗のみでの限定販売。
- Live at vancouber hall'99 （1999年6月21日）
  - 下北沢SHELTERのライブにて無料配布。
- Beautiful Mamma （1999年12月23日）
  - 1.Beautiful World 2.吉祥寺 3.計画 4.BUNGEE JUMP FESTIVALのテーマ
    - カラーバリエーション3色あり（赤、橙、青）。

ほかライブ会場限定でのデモテープが数種存在する。

### DVD
- BUNGEE JUMP FESTIVAL FINAL LIVE 20051210 武蔵野大団円 （2006年12月10日、BUNGEE JUMP FESTIVAL BJFD-1001）
  - 2005年12月10日に吉祥寺STAR PINE'S CAFEで行われたラストライブの映像を収録。